# Kagamine Rin/Len
Kagamine Rin & Len (Nhật: 鏡音リン・レン) là một trong những ứng dụng tổng hợp giọng hát được phát triển bởi Crypton Future Media, có trụ sở tại Sapporo, Nhật Bản. Họ sử dụng công nghệ ca hát tổng hợp Vocaloid 2 của Yamaha Corporation, được lồng tiếng bởi nữ diễn viên lồng tiếng kiêm ca sĩ  Asami Shimoda. Họ đã biểu diễn tại buổi hòa nhạc trực tiếp trên sân khấu 3D Hologram.
Tên của Rin & Len được xuất phát từ khái niệm 'right' và 'left' giống như trên tai nghe. Họ của họ đến từ các từ tiếng nhật có nghĩa là " gương" (鏡 kagami) và 'âm thanh' (音 ne).
Dù đã được phát triển trong khâu tạo hình và thu âm nhưng tên gọi chính thức của cả hai vẫn chưa được đặt.
Thế nên, Asami đã nảy ra hai cái tên là Rin & Len, lấy 2 chữ đầu của từ Le"ft (left – trái) và Ri"ght (right – phải) trong tiếng Anh. Chi tiết trái và phải này có thể phản ánh tới việc Len & Rin là một cặp đôi với nhau.
Nhưng trong một buổi phỏng vấn với giới truyền thông, thì Asami đã đính chính lại rằng cái tên Rin & Len thực ra từ tên của Ken & Rin trong truyện Hokuto no Ken, bộ truyện tranh yêu thích gắn liền với tuổi thơ của cô.
Ngoài ra, họ tên Kagamine trong phiên âm tiếng Nhật là được ghép từ 2 chữ: Kagami (gương) và ne (âm thanh). Ý nghĩa rằng Rin và Len là một sự phản chiếu trong âm nhạc điện tử, đó còn có thể là sự phản chiếu về giới tính.

## Ý tưởng cho ra đời Rin & Len
Ý tưởng để phát triển cặp đôi Kagamine là sau khi Crypton đang muốn cho ra đời một cặp Vocaloid mang khái niệm bộ đôi nam và nữ, vì họ thấy sẽ hơi đơn điệu nếu lại tiếp tục giới thiệu tới các fan thêm một ca sĩ solo đơn thuần khác. Cuối cùng, kết quả chính là Rin & Len, cặp đôi nam nữ với màu chủ đạo là vàng. Có ý kiến cho rằng màu chủ đạo của Rin là cam còn của Len là vàng. 
Đã có nhiều người hiểu lầm rằng mối quan hệ của Rin và Len là cặp chị em sinh đôi hay người yêu. Nhưng theo đại diện Crypton thì mối quan hệ của cả hai lại theo hướng giống như đa quan hệ. Họ có thể là chị em, là người yêu, là bạn bè tùy theo suy nghĩ cũng như sở thích của các fan. Tuy nhiên, nhiều người cho rằng, quan hệ chính xác của họ là vật đối chiếu. Cũng có ý kiến cho rằng họ là giới tính ngược của nhau, nhưng ý kiến này là sai, vì giới tính ngược của Rin là Rinto còn của Len là Lenka.

## Phát triển
Rin & Len đã được phát triển bởi Crypton Future Media sử dụng Vocaloid 2 của Yamaha. Giọng ca của họ đã được tạo ra bằng cách lấy mẫu thanh nhạc từ diễn viên lồng tiếng Asami Shimoda tại một sân kiểm soát và giai điệu.

## Phần mềm bổ sung
Do một số khiếu nại về vấn đề với giọng hát ban đầu, các phiên bản đầu đã được thay thế bằng gói "act2". Gói này được làm một cách độc lập từ các gói trước đó. Điều này đã giải quyết các vấn đề liên quan đến khả năng phát ra âm thanh rõ ràng. Những người đã mua các phiên bản cũ có thể trả lại các đĩa được cập nhật cho đến ngày 20 tháng 9 năm 2008.
Sau khi Hatsune Miku Append được phát hành cho Hatsune Miku, Kagamine Rin & Len Append cũng được phát hành cho Rin & Len. Những từ ngữ miêu tả Rin là "quyền lực", "ấm áp", và "ngọt ngào" trong khi Len là "quyền lực", "lạnh lùng" và "nghiêm túc".
Bản cập nhật, Kagamine Rin / Len V4X, hiện đang được phát triển cho Vocaloid 4. Gói này bao gồm sáu giọng hát của ca sĩ Nhật Bản, ba cho Rin và ba cho Len. Họ đã từng là giọng ca cũ từ Vocaloid 2.
EVEC là một hệ thống mới được phát triển cho Piapro Studios cho phép thay đổi tinh tế để cách âm âm thanh âm thanh, có hai tùy chọn cho giọng hát EVEC: "Power" và "Soft". Tất cả các giọng Rin và Len có thể sử dụng hệ thống Cross - Tổng hợp mới được phát triển cho Vocaloid 4, mặc dù được giới hạn chỉ có thể làm như vậy với giọng hát khác của nhân vật.
Một giọng hát tiếng Anh cũng được phát hành cùng V4x của họ vào cùng một ngày.

## Thị trường
20.000 bản đã được bán vào ngày phát hành đầu tiên. Không giống Hatsune Miku, họ không tạo hit ngay lập tức, không đáp ứng được những mong đợi về truyền thông mặc dù cùng mức độ khuyến mãi Miku nhận được vào thời điểm phát hành. Sau khi phát hành nhóm voice2 "Act2", doanh số bán hàng tăng đều đặn và Kagamine cuối cùng đã trở thành một trong những VOCALOID được quảng bá nhiều hơn mặc dù chưa bao giờ đạt được sức mạnh truyền thông mà Miku đã đạt được. Các gói Kagamine Append cũng được phát hành và đi thẳng tới vị trí thứ 5 vào tháng 12 năm 2010.
Crypton Future Media đã đăng ký cả "Kagamine Rin" và "Kagamine Len" làm nhãn hiệu vào ngày 29 tháng 1 năm 2015.

## Thông tin về nhân vật
Crypton có ý định cho cả hai danh phận là cặp song sinh nhưng điều này không nhận được sự đồng ý. Sau khi nhìn thấy mối quan hệ của cả hai khác nhau qua từng tác phẩm, Crypton tuyên bố trong một cuộc phỏng vấn tạp chí rằng sẽ công bố mối quan hệ chính xác của hai người. Tuy nhiên, thông báo cuối cùng của Crypton rằng cả hai không phải song sinh, cũng không phải là người yêu.

### Kagamine Len
| Tuổi      | 14             |
| Ngày sinh | 27 tháng 12    |
| Chiều cao | 156 cm         |
| Cân nặng  | 47 kg / 104 lb |

### Kagamine Rin
| Tuổi      | 14            |
| Ngày sinh | 27 tháng 12   |
| Chiều cao | 152 cm        |
| Cân nặng  | 43 kg / 95 lb |

## Ảnh hưởng văn hóa
Việc nhân vật Kagamine Len / Rin  được công bố đã làm thay đổi rất nhiều về văn hóa, hai người xuất hiện ở mọi nơi, biển quảng cáo, truyền hình, báo đài.... đến nỗi hai người đã trở nên gần gũi hơn về đời sống của người dân Tokyo và là điểm mấu chốt lớn cho Vocaloid.

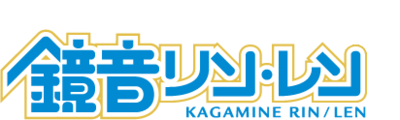
Hình ảnh logo của Kagamine Rin / Len

Kagamine Len / Rin  thường mang lại cho nhiều người về cảm xúc về tình cảm. Họ đã làm cho VOCALOID  được biết nhiều hơn, và các voicebank của hai người đạt doanh thu rất lớn.
Ngoài ra Kagamine Len/ Rin còn được góp mặt trong những doujinshi (truyện tranh nghiệp dư) nhiều hơn những vocaloid khác vì sự dễ thương của mình. Hai người thật sự có rất nhiều fan hâm mộ, và ngày càng tăng.
Có rất nhiều nhà tạo nhạc vocaloid cũng rất quý mến Kagamine Rin/ Len  và chuyên sáng tác những bài hát mang tính chất đặc trưng của hai cô cậu. Ví dụ Hitoshizuku x Yama△, HoneyWorks, Junky Clover lab,...

## Sự khác biệt trong giọng hát
Mặc dù có sự tương đồng ở ngoại hình nhưng giọng hát của Rin & Len đều khác nhau. Đối với Rin thì Asami vẫn thu âm giọng ca gốc nhưng quá trình chỉnh sửa không nhiều làm cho Rin có giọng hát ấm áp rất ngọt ngào.
Còn với Len thì được tiết chế lại ở một vài chỗ để cậu có giọng hát. Thật ra Len cũng có khá nhiều bài hát có tính chất vui tươi và đáng yêu, nói lên sự dễ thương của cậu.

## Xếp hạng
Hiện nay vẫn chưa biết được Kagamine Len / Rin đứng thứ bao nhiêu trên bảng xếp hạng vì hiện chưa có các báo cáo chính thực gì về xếp hạng của hai nhân vật này cũng như tất cả các nhân vật khác. Thực chất các xếp hạng chủ yếu là do fan mà thôi.
Nhân vật được để ý và cạnh tranh đứng đầu hiện nay là Hatsune Miku và Kagamine Rin / Len, cả ba nhân vật này đã đạt đến mức độ "phủ toàn thế giới" và mở ra được kỷ nguyên âm nhạc nhưng nhiều người thiên về Hatsune Miku vì cô được nhiều người hi vọng hơn.